# أوكتاماساداس
كان أوكتاماساداس ملكًا سكوثيًا وهو ابن الملك آريابيثيس (أو آريابيفاس)، الذي عاش حوالي 446 قبل الميلاد. لقد وصل إلى السلطة بعد أن خلع واستبدل أخيه غير الشقيق سكيلاس. كان أوكتاماساداس ابن ابنة تيريس الأول، وهو حفيد أوكتاماساداس تيريس. كان تيريس الأول والد سيتالسيس (431-424 قبل الميلاد) وسبارادوكوس (448-440 قبل الميلاد)، ملوك تراقيا.

## الصعود إلى السلطة
أصبح أوكتاماساداس ملكًا بعد اندلاع تمرد السكيثيين. ثار السكيثيون لأن سكيلاس لم يتصرف بطريقة سكيثية تقليدية. وعندما سمع شقيق أوكتاماساداس عن هذه الثورة هرب إلى تراقيا. جمع أوكتاماساداس جيشه وتوجه إلى تراقيا بعد سماع أن شقيقه قد فر إلى تراقيا. عندما وصل أوكتاماساداس إلى نهر إيستير، كان الجيش التراقي ينتظره. كان الجانبان على وشك الدخول في معركة عندما أرسل سيتالسيس رسالة إلى أوكتاماساداس. قالت الرسالة: «لماذا يجب أن نحاكم بعضنا البعض في قتال؟ أنت ابن اختي وأنت في قوتك يا أخي. هل تعيده إليْ، وأسلمك شقيقك سكيلاس: ودعنا لا نعرض جيوشنا للخطر، لا أنت أو أنا.» اقترح سيتالسيس مبادلة؛ سوف يُسلم سيتالسيس، أحد أشقاء سكيلاس الذي لجأ إلى السكيثيين لأنه خشي سيتالسيس. لقد قبل أوكتاماساداس الشروط وسلم عمه إلى سيتالسيس.
بعد التبادل، غادر سيتالسيس مع شقيقه بينما قام أوكتاماساداس بقطع رأس سكيلاس فور استقباله. أدى هذا التقارب بين السكيثيين والتراقيين - مع أنه كان مأساويًا بالنسبة لسكيلاس - إلى تحقيق الاستقرار بين هؤلاء اللاعبين كقوى إقليمية إلى جانب سبارتوسيدس التراقية، مما أدى إلى فترة من الرخاء الاقتصادي.